# Arktisk igelkottsspinnare
Arktisk igelkottsspinnare, Holoarctia puengeleri är en fjärilsart som först beskrevs av Otto Bang-haas 1927. Enligt Catalogue of Life är det vetenskapliga namnet istället Holoarctia pungeleri.  Arktisk igelkottsspinnare ingår i släktet Holoarctia, och familjen björnspinnare, Arctiidae. Enligt den svenska rödlistan är arten sårbar, VU, i Sverige. Arten förekommer i två begränsade områden i Övre Norrland. Artens livsmiljö är vegetationsfattiga kullar från den översta delen av subalpina regionen, ca 600 m ö.h. upp till ca 1 400 m ö.h. Inga underarter finns listade i Catalogue of Life, men enligt Artdatabankens artfaktablad finns två underarter utöver nominatunderarten, Holoarctia puengeleri perunovi (Dubatolov, 1990) och Holoarctia puengeleri fridolini (Torstenius, 1971). H. p. fridolini är den underart som förekommer i norra Norden.